# Hercostomus cacheae
Hercostomus cacheae är en tvåvingeart som beskrevs av Harmston och Frank Hall Knowlton 1941. Hercostomus cacheae ingår i släktet Hercostomus och familjen styltflugor. Inga underarter finns listade i Catalogue of Life.